# Fippchen Fäppchen
Fippchen Fäppchen ist ein deutsches Märchen. Es stand in Ludwig Bechsteins Deutsches Märchenbuch nur in frühen Auflagen.

## Inhalt
Die arme Stieftochter läuft fort. Im Wald kocht sie Brei. Ein kleines, graues Männchen kommt, will den Löffel ablecken und darf mitessen. Es heißt Fippchen Fäppchen, das Mädchen darf mit auf sein Zauberschloss. Die Stiefmutter kommt, will sie verhauen, aber wird freundlich aufgenommen. Ihre rechte Tochter macht es nach, kocht im Wald Brei, aber gibt dem Männchen nichts. Das zerreißt sie und hängt die Stücke an die Bäume. Die Mutter meint erst, ihre Tochter habe Wäsche an die Bäume gehangen, und erschrickt.

## Herkunft
Bechstein vermerkt „mündlich“, es erinnere an Die Goldmaria und die Pechmaria. Die Herkunft ist unbekannt. Walter Scherf vermutet vielleicht westslawischen oder sorbischen Einfluss, wegen der Nähe zu Kosmatej (Paul Nedos Sorbische Volksmärchen, Nr. 41). Das Lager im Wald ist der Ort der ersten Eigenständigkeit des Mädchens, die Bitte um Mitessen der Wunsch nach Anteilnahme, mag das Motiv auch Märchen wie Dat Erdmänneken, Die Nonne, der Bergmann und der Schmied entstammen. Vgl. Grimms Hänsel und Gretel, Das Wasser des Lebens.